# Join Hands
Join Hands es el segundo álbum de la banda británica de rock Siouxsie And The Banshees, lanzado a través de Polydor Records en el Reino Unido en septiembre de 1979. David Cleary, de Allmusic comentó que algunas de las canciones de este disco parecen anticipar texturas y sonidos que aparecerán en el segundo álbum de Joy Division, Closer, especialmente la canción "Placebo Effect", cuyo sonido de guitarra es una clara inspiración para la música de la banda de Manchester, en su tema "Colony". El guitarrista John McKay y el batería Kenny Morris abandonaron la banda poco después de su lanzamiento. Join Hands fue remasterizado en 2006, recibiendo dos canciones extra que estaban grabación inédita del álbum, en 1979.

## Lista de canciones
- Todas las canciones compuestas por Sioux, McKay, Morris y Severin, excepto donde se indique lo contrario.

### Lanzamiento original
1. "Poppy Day" - 2:04
2. "Regal Zone" - 3:47
3. "Placebo Effect" - 4:40
4. "Icon" - 5:27
5. "Premature Burial" - 5:58
6. "Playground Twist" - 3:01
7. "Mother" (letras de Sioux) / "Oh Mein Papa" (John Turner, Geoffrey Parsons, Paul Burkhard) - 3:22
8. "The Lord's Prayer" (música tradicional, arreglos de Siouxsie & the Banshees) - 14:09

### Versión remasterizada 2006
- Incluye las pistas adicionales:

1. "Love in a Void" (7" double A-side)
2. "Infantry" (pista inédita)

## Personal
- Siouxsie Sioux: voz, piano
- John McKay: guitarras, saxofón
- Steven Severin: bajo
- Kenny Morris: batería, percusión
- Nils Stevenson, Mike Stavrou: producción